# Косерово
Косерово — населенный пункт в общине Лакташи, которая принадлежит энтитету Республике Сербской, Босния и Герцеговина. По результатам югославской переписи населения 1991 года в Косерово проживало 784 человека.

## Население
| 1961                           | 1971 | 1981 | 1991 | - | - | - |
| ------------------------------ | ---- | ---- | ---- | - | - | - |
| 791                            | 908  | 850  | 784  | - | - | - |
| Гистограмма динамики населения |      |      |      |   |   |   |

### Национальный состав
1961 год:
- Сербы — 788
- Хорваты — 1
- Югославы — 0
- Другие — 2

1971 год:
- Сербы — 892
- Хорваты — 6
- Югославы — 2
- Другие — 8

1981 год:
- Сербы — 825
- Хорваты — 7
- Югославы — 17
- Другие — 1

1991 год:
- Сербы — 752
- Хорваты — 2
- Югославы — 29
- Мусульмане — 1